# اسکات پیلگریم پرواز می‌کند
اسکات پیلگریم پرواز می‌کند (به انگلیسی: Scott Pilgrim Takes Off) یک مجموعه تلویزیونی انیمه در ژانر اکشن ماجراجویی است که توسط برایان لی اومالی و بن‌داوید گرابینسکی برای نتفلیکس ساخته شده است. این مجموعه بر اساس رمان‌های گرافیکی اسکات پیلگریم ساخته شده است، که توسط اومالی نوشته و طراحی شده‌اند، و تمام بازیگران اصلی اقتباس سینمایی سال ۲۰۱۰، تحت عنوان اسکات پیلگریم در برابر دنیا نقش‌های خود را برای صداپیشگی انگلیسی این سریال تکرار کرده‌اند. این مجموعه در ۱۷ نوامبر ۲۰۲۳ به تعداد هشت قسمت منتشر شد و با واکنش‌های مثبتی از سوی منتقدان همراه بود.
برخلاف فیلم که عمدتاً اقتباسی وفادار به کمیک‌ها است، پرواز می‌کند طرح داستانی متفاوتی دارد، که در آن اسکات پیلگریمِ معروف در قسمت اول ناپدید می‌شود؛ و در ادامه، رامونا فلاورز، معشوقهٔ او سعی می‌کند بفهمد چه کسی مسئول ناپدید شدن اوست، در حالی که شخصیت‌های دیگر داستان روی اقتباسی تخیلی از زندگی اسکات کار می‌کنند.

## پیش‌فرض
داستان مجموعه که در تورنتو، کانادا اتفاق می‌افتد، به بازگویی نسخهٔ جایگزین مجموعه رمان‌های گرافیکی و فیلم اصلی اسکات پیلگریم می‌پردازد. همانند نسخهٔ اصلی، اسکات پیلگریم، نوازنده گیتار بیس در یک گروه موسیقی راک مستقل، عاشق دختری مرموز به نام رامونا فلاورز می‌شود و توجه هفت دوست‌پسر سابق شرور رامونا را به خود جلب می‌کند. اوضاع به طرز غیرمنتظره‌ای زمانی تغییر می‌کند که اسکات در نبرد با متیو پتل، اولین دوست‌پسر شرور رامونا، شکست می‌خورد و ظاهراً کشته می‌شود. همزمان با اینکه مسیر زندگی همه، از جمله دوستان سابق شرور رامونا، به طرز چشمگیری تغییر می‌کند، رامونا متوجه می‌شود که اسکات ممکن است هنوز زنده باشد و ناپدید شدن او را بررسی می‌کند.

## صداپیشگان
تمام بازیگران اصلی انگلیسی زبان، نقش‌های خود را از فیلم اسکات پیلگریم در برابر دنیا محصول ۲۰۱۰ تکرار می‌کنند.
نسخهٔ انگلیسی
- مایکل سرا در نقش اسکات پیلگریم
  - فین ولفهارد در نقش نوجوانی/جوانی اسکات پیلگریم
  - ویل فورته در نقش پیری/حتی پیرتر اسکات پیلگریم
- مری الیزابت وینستد در نقش رامونا فلاورز/حتی رامونا فلاورز پیرتر
- ساتیا بابا در نقش متیو «مت» پتل
- کیرن کالکین در نقش والاس ولز و پیری والاس ولز
- کریس ایوانز در نقش لوکاس لی
- آنا کندریک در نقش استیسی پیلگریم
- بری لارسون در نقش ناتالی «انوی» آدامز
  - امیلی هاینس در نقش صدای نسخهٔ خواننده انوی
- الیسون پیل در نقش کیمبرلی «کیم» پاین
- آبری پلازا در نقش جولی پاورز
- برندان روث در نقش تاد اینگرام
- جیسون شوارتزمن در نقش گوردون گریوز گوس
- جانی سیمونز در نقش نیل جوان
- مارک وبر در نقش استیون استیلز
- می ویتمن در نقش رکسان «راکسی» ریچر
- الن ونگ در نقش نایوز چاو
- جولیان سیهی در نقش کایل و کن کاتایاناگی
- استفان جانسون در نقش گوینده
- کریستینا پسیک و اینگرید هاس در نقش سندرا و مونیک
- شنون وودوارد در نقش هالی هاکس
- کوین مک‌دونالد در نقش ادگار رانگ
- استیون روت در نقش نانوماشین‌ها
- کربی هوول باپتست در نقش مأمور لوکاس و بازیگر زن در فیلمی حین برنامه
- گریفین نیومن در نقش بازیگر مرد در فیلمی حین برنامه / ساقی / خدمتکار
- تونی آلیور در نقش First A.D.
- رایان سیمپکینز در نقش Slate Girl
- نلسون فرانکلین در نقش مستندساز
- مایکل باکال در نقش هوادار شمارهٔ ۴ انوی
- بوئن ینگ و مت راجرز در نقش سخن‌چین‌های تلویزیونی
- سایمون پگ در نقش نگهبان امنیتی شمارهٔ ۱
- نیک فراست در نقش نگهبان امنیتی شمارهٔ ۲
- کل پن در نقش وکیل متیو پتل
- ویرد ال یانکوویک در نقش راوی مستند
- گروه متریک در نقش خودشان
- کورتنی لین و آنجی سارگسیان در نقش داف‌های شیطانی هیپستر

نسخهٔ ژاپنی
- هیرو شیمونو در نقش اسکات پیلگریم
  - فومیهیکو تاچیکی در نقش پیری/حتی پیرتر اسکات پیلگریم
- فیروز آی در نقش رامونا فلاورز/حتی رامونا فلاورز پیرتر
- شینجی سایتو در نقش متیو «مت» پتل
- ماسایا فوکونیشی در نقش والاس ولز و پیری والاس ولز
- یویچی ناکامورا در نقش لوکاس لی
- میساتو ماتسوئوکا در نقش استیسی پیلگریم
- کانا هانازاوا انوی آدامز
- تومو موراناکا در نقش کیم پاین
- یو کوبایاشی در نقش جولی پاورز
- واتارو هاتانو در نقش تاد اینگرام
- توموکازو سکی در نقش گوردون گریوز گوس
- یوتو کاواساکی در نقش نیل جوان
- آنری کاتسو در نقش استیون استیلز
- نائومی اوزارا در نقش رکسان «راکسی» ریچر
- آئویی کوگا در نقش نایوز چاو
- شونسوکه تاکوچی در نقش کایل و کن کاتایاناگی
- سه‌ایچیرو یاماشیتا در نقش پسر انیمه‌ای
- هاروکا شیرایشی در نقش دختر انیمه‌ای